# Reince Priebus
Reinhold Reince Priebus (Dover, Nueva Jersey, 18 de marzo de 1972) es un político y abogado estadounidense, ex Jefe de Gabinete de la Casa Blanca durante la Administración del presidente Donald Trump. Entre 2011 y 2017 ejerció como presidente del Comité Nacional Republicano, así como presidente del Partido Republicano de Wisconsin.

## Síntesis biográfica
Hijo de un matrimonio formado por un electricista de origen alemán y una agente inmobiliaria, nacida en Sudán, y de origen griego, Priebus nació el 18 de marzo de 1972 en Dover, condado de Morris, Nueva Jersey. A los 16 años comenzó como voluntario de campañas políticas mientras realizaba estudios secundarios en la Tremper High School, en Kenosha, Wisconsin. Tras graduarse, realizó estudios de Ciencias Políticas e Inglés en la Universidad de Wisconsin-Whitewater, graduándose con honores en 1994. 
Una vez culminados los estudios, trabajó en el Comité de Educación de la Asamblea Estatal de Wisconsin, posteriormente realizó estudios en la Escuela de Derecho de la Universidad de Miami, en Coral Gables, Florida. Mientras estudiaba Derecho, trabajó como empleado en la Corte de Apelaciones de Wisconsin, en la Corte Suprema de Wisconsin, así interno en la Asociación Nacional para el Progreso de las Personas de Color (NAACP, por sus siglas en inglés). Culminó sus estudios en 1998, graduándose como Juris Doctor, e incorporándose al bufete de abogados de Michael y Mejor LLP Friedrich en Milwaukee. 

### Trayectoria política
Compitió en 2004 por un asiento en la Senado Estatal de Wisconsin, perdiendo frente al demócrata Robert Wirch. En 2007, resultó elegido presidente del Partido Republicano en Wisconsin, siendo la persona más joven en resultar elegido en dicha posición. Dos años después, se convirtió en consejero general de la Convención Nacional Republicana. Como presidente del Partido Republicano en Wisconsin, Priebus lideró al Partido hacia la victoria en las elecciones estatales de 2010, en las que el republicano Scott Walker resultó elegido Gobernador del Estado.
Priebus fue elegido presidente del Comité Nacional Republicano el 14 de enero de 2011. Fue elegido en una séptima votación sin precedentes, a raíz de la retirada de Ann Wagner, rebiendo los votos de 97 de los 168 miembros del Comité.
El 13 de noviembre de 2016, el entonces presidente electo Donald Trump le nombró jefe de Gabinete de la Casa Blanca.
El 29 de julio de 2017, tras ser insultado en los medios por el director de Comunicación de la Casa Blanca,  Anthony Scaramucci; quien se refirió a él como: “un jodido paranoico esquizofrénico”, conducta que no fue corregida por el presidente Donald Tump, presentó su dimisión como jefe de Gabinete de la Casa Blanca.